# Cocteau Twins
Cocteau Twins a fost o formație scoțiană, care a activat între 1979 și 1997, cunoscută pentru instrumentația complexă a melodiilor și pentru versurile greu de descifrat (cu excepția unor piese de pe ultimele albume), ce conțin uneori cuvinte preluate la întâmplare din dicționar, ansamblate ca într-un dicteu automat. 
Robin Guthrie și Will Heggie au format grupul în 1979. La o discotecă din orașul natal, Grangemouth, au întâlnit-o pe Elisabeth Fraser, care a devenit vocalista formației.
Au fost influențați de muzica unor formații precum Joy Division, The Birthday Party, Sex Pistols și Siouxsie & the Banshees.
Numele formație vine de la cântecul "The Cocteau Twins" al formației scoțiene "Johnny and the Self-Abusers" (care s-au numit ulterior Simple Minds).
În anul 1983, Heggie părăsește formația și se alătură formației Lowlife.
Dacă în primul album, Garlands (1982), formația nu diferă mult stilistic și calitativ de restul formațiilor post-punk, ei vor produce, în următoarele albume, un sound caracteristic pentru care criticii vor inventa termenul de dream pop. Muzica lor, deși se alinieză unora dintre convențiile muzicii pop, se distanțează de acestea prin atmosferă și versuri de sorginte onirică, de unde termenul de dream pop.
Cele mai apreciate albume ale celor de la Cocteau Twins sunt Treasure (1984) și Heaven or Las Vegas (1990).  Ultimele lor albume au avut de controverse din partea fanilor, care au considerat că sound-ul lor (mai apropiat acum de muzica pop convențională) a devenit comercial. Alt album polarizant a fost Victorialand (1986), în care lipsesc, în majoritatea pieselor, instrumentele de percuție, Simon Raymonde fiind ocupat cu proiectul This Mortal Coil. Unii fani au considerat acest album ca fiind apogeul muzicii celor de la Cocteau Twins, în timp ce alții preferă celelalte albume. Un album asemănător cu Victorialand este The Moon and the Melodies (1986), care este o colaborare cu pianistul Harold Budd.
Ultimul lor album se numește Milk & Kisses și a fost lansat în 1996, atrăgând mai multe aprecieri din partea fanilor vechi decât penultimul album, Four-Calendar Cafe (1993). Imediat după ce a fost lansat acest album, formația a început să producă piesele pentru următorul lor album, dar nu cu mult înainte de a fi finalizat, formația s-a despărțit.  Ultima lor melodie, intitulată Touch Upon Touch, a circulat pe diverse compilații.
În 2005 a apărut compilația Lullabies to Violaine, ce conține pe patru discuri toate piesele lansate de Cocteau Twins numai pe single-uri și EP-uri (dar nu și unele melodii apărute numai pe compilații, care au apărut în schimb pe discul bonus la The Box Set (1991)).

## Discografie

### Albume
| Year | Album                                                                        | Peak Chart Position | Peak Chart Position | Peak Chart Position | Peak Chart Position | Peak Chart Position | Certificații (vânzări) |
| Year | Album                                                                        | Marea Britanie      | Belgia              | Canada              | Suedia              | SUA                 | Certificații (vânzări) |
| ---- | ---------------------------------------------------------------------------- | ------------------- | ------------------- | ------------------- | ------------------- | ------------------- | ---------------------- |
| 1982 | Garlands - Lansat: 1 septembrie 1982 - Casa de discuri: 4AD (CAD211)         | —                   | —                   | —                   | —                   | —                   | - Argint               |
| 1983 | Head over Heels - Lansat: 31 octombrie 1983 - Casa de discuri: 4AD (CAD313)  | 51                  | —                   | —                   | —                   | —                   | - Argint               |
| 1984 | Treasure - Lansat: 1 noiembrie 1984 - Casa de discuri: 4AD (CAD412)          | 29                  | —                   | —                   | 32                  | —                   | - Argint               |
| 1986 | Victorialand - Lansat: April, 1986 - Casa de discuri: 4AD (CAD602)           | 10                  | —                   | —                   | —                   | —                   |                        |
| 1986 | The Moon and the Melodies - cu Harold Budd - Casa de discuri: 4AD            | —                   | —                   | —                   | —                   | —                   |                        |
| 1988 | Blue Bell Knoll - Lansat: 19 septembrie 1988 - Casa de discuri: 4AD (CAD807) | 15                  | —                   | —                   | —                   | 109                 |                        |
| 1990 | Heaven or Las Vegas - Lansat: 28 august 1990 - Label: 4AD (00102)            | 7                   | —                   | —                   | —                   | 99                  | - Argint               |
| 1993 | Four-Calendar Café - Lansat: - Casa de discuri: Fontana Records (518 259-2)  | 13                  | —                   | —                   | —                   | 78                  |                        |
| 1996 | Milk and Kisses - Lansat: martie 1996 - Casa de discuri: Fontana (514 501-2) | 17                  | 48                  | 53                  | —                   | 99                  |                        |

### EP-uri și single-uri
| Year | Title                        | Chart Position | Chart Position | Chart Position | Album               |
| Year | Title                        | Marea Britanie | Irlanda        | SUA            | Album               |
| ---- | ---------------------------- | -------------- | -------------- | -------------- | ------------------- |
| 1982 | Lullabies (EP)               | —              | —              | —              |                     |
| 1983 | Peppermint Pig (EP)          | —              | —              | —              |                     |
| 1983 | Sunburst and Snowblind (EP)  | 86             | —              | —              |                     |
| 1984 | The Spangle Maker1 (EP)      | 29             | —              | —              |                     |
| 1985 | Aikea-Guinea (EP)            | 41             | —              | —              |                     |
| 1985 | Tiny Dynamine (EP)           | 52             | —              | —              |                     |
| 1985 | Echoes in a Shallow Bay (EP) | 65             | —              | —              |                     |
| 1986 | Love's Easy Tears (EP)       | 53             | —              | —              |                     |
| 1988 | "Carolyn's Fingers"          | —              | —              | 2              | Blue Bell Knoll     |
| 1990 | "Iceblink Luck"              | 38             | 22             | 4              | Heaven or Las Vegas |
| 1990 | "Heaven or Las Vegas"        | —              | —              | 9              | Heaven or Las Vegas |
| 1993 | "Evangeline"                 | 34             | —              | —              | Four-Calendar Café  |
| 1993 | Snow (EP)                    | 58             | —              | —              |                     |
| 1994 | "Bluebeard"                  | 33             | —              | —              | Four-Calendar Café  |
| 1995 | Twinlights (EP)2             | 59             | —              | —              |                     |
| 1995 | Otherness (EP)3              | 59             | —              | —              |                     |
| 1996 | "Tishbite"                   | 34             | —              | —              | Milk and Kisses     |
| 1996 | "Violaine"                   | 56             | —              | —              | Milk and Kisses     |

- 1 - "Pearly-Dewdrops' Drops" being the A-side.
- 2 - "acoustic" EP, voice and piano.
- 3 - remixat de Mark Clifford de la formația Seefeel, companion to Twinlights

### Compilații
| An   | Titlu                                                                 | Comentarii                                                                         |
| ---- | --------------------------------------------------------------------- | ---------------------------------------------------------------------------------- |
| 1985 | The Pink Opaque                                                       | album compilații, lansat de 4AD (Marea Britanie) și Relativity Records (SUA)       |
| 1991 | The Box Set                                                           | set de 10 discuri; conține toate EP-urile până în acel moment plus o melodie bonus |
| 1999 | BBC Sessions                                                          | album compilații a 8 sesiuni de înregistrare la BBC (1982 -1996)                   |
| 2000 | Stars and Topsoil                                                     | compilation album                                                                  |
| 2005 | Lullabies to Violaine: Singles and Extended Plays 1982-1996           | ediție limitată (10.000), set de 4 discuri                                         |
| 2006 | Lullabies to Violaine, Volume 1: Singles and Extended Plays 1982-1990 | primele 2 din set de 4                                                             |
| 2006 | Lullabies to Violaine, Volume 2: Singles and Extended Plays 1993-1996 | lultimele 2 din set de 4                                                           |